# Cardiaspina tetragonae
Cardiaspina tetragonae är en insektsart som beskrevs av Taylor 1989. Cardiaspina tetragonae ingår i släktet Cardiaspina och familjen rundbladloppor. Inga underarter finns listade i Catalogue of Life.